# アサバ州
アサバ州（アサバしゅう、Assaba, アラビア語: ولاية العصابة, ラテン文字転写: Wilāyat al-ʻṣābah）は、モーリタニア南部の州。州都はキファ。南部ではマリ共和国と国境を接している。

## 下位行政区画

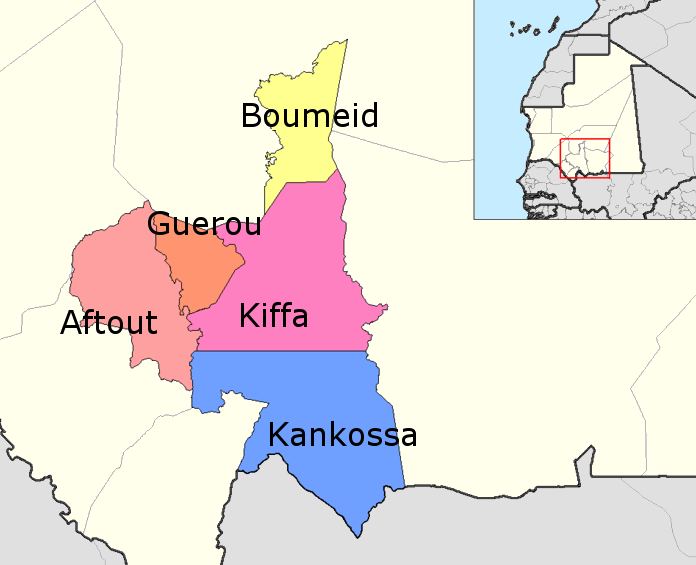
アサバ州の県

- アフー県（英語版）（バルクヴォル県、バルケオル県）
- ブムデド県
- ゲロウ県（英語版）
- カンコサ県（英語版）
- キファ県（英語版）